# Cyphon modestus
Cyphon modestus är en skalbaggsart som först beskrevs av Leconte 1853.  Cyphon modestus ingår i släktet Cyphon och familjen mjukbaggar. Inga underarter finns listade i Catalogue of Life.